# Cascata de Agarez
A Cascata de Galegos é uma cascata portuguesa localizada na Serra do Alvão, Parque Natural do Alvão aldeia de [Galegos da Serra, freguesia de Vila Marim, concelho e distrito de Vila Real.
Esta cascata localizada no centro da Serra do Alvão apresenta-se como um símbolo de vida e refugio no meio da alta serra. Não apresenta grande altura, tendo somente 8 metros, no entanto dado o seu exotismo é uma das mais curiosas de Portugal. Para chegar a esta cascata é necessário apenas alguns metros da estrada principal com o acesso fácil com 2 escadarias próximos do local, as pedras lajas convidam a estender uma toalha.
Ainda antes de se ver a cascata já se ouve o seu cantar por entre a frondosa vegetação verde que enfeita o cinzento granito. Não se sabe se foi a cascata ou a povoação junto da qual esta se encontra a dar o nome ao lugar.